# Arctigenin
Arctigenin là một lignan được tìm thấy trong một số loài thực vật thuộc họ Asteraceae, bao gồm cả cây ngưu bàng lớn hơn (Arctium lappa) và Saussurea heteromalla. Nó đã cho thấy tác dụng chống vi-rút  và chống ung thư  trong ống nghiệm. Nó là aglycone của arctiin.
Việc sử dụng arctigenin đã được chứng minh là có hiệu quả trong mô hình chuột bị viêm não Nhật Bản.
Nó đã được tìm thấy để hoạt động như một chất chủ vận của thụ thể adiponectin 1 (AdipoR1).